# Subhash Ghai
Subhash Ghai (ur. 24 stycznia 1945 w Nagpurze) – indyjski reżyser, producent i scenarzysta filmowy.

## Życiorys
Uczył się w Rohtak (w stanie Hariana), potem w Pune (Maharasztra). Nakręcił takie filmy, jak m.in. Karz (1980), Hero (1983), Karma (1986), Ram Lakhan (1989), Khalnayak (1993), Obca ziemia (1997) i Rytm (1999).
Laureat Nagrody Filmfare za reżyserię filmu Saudagar (1991). Zdobył też Nagrodę Filmfare za scenariusz filmu Obca ziemia (1997).
Jego nazwisko łączono z nazwiskami takich aktorek jak Manisha Koirala, Mahima Chaudhry (debiut z Shah Rukh Khanem w jego Obcej ziemi) i Sarika.

## Filmografia

### Reżyser
1. Paying Guest (2008) (w produkcji)
2. Melodia życia (2008)
3. Black & White (2008)
4. Kisna: The Warrior Poet (2005)
5. Wspomnienia – (2001)
6. Rytm (1999)
7. Obca ziemia (1997)
8. Khal Nayak (1993)
9. Saudagar (1991)
10. Ram Lakhan (1989)
11. Karma (1986)
12. Meri Jung (1985)
13. Hero (1983/II)
14. Vidhaata (1982)
15. Krodhi (1981)
16. Karz (1980)
17. Gautam Govinda (1979)
18. Vishwanath (1978)
19. Kalicharan (1976)

### Producent
1. Paying Guest (2008)
2. Melodia życia (2008)
3. Black & White (2008)
4. Bombay to Bangkok (2008)
5. 36 China Town (2006)
6. Shaadi Se Pehle (2006)
7. Iqbal (2005)
8. Kisna: The Warrior Poet (2005)
9. W sieci miłości (2004)
10. Joggers’ Park (2003)
11. Wspomnienia – (2001)
12. Rahul (2001)
13. Rytm (1999)
14. Obca ziemia (1997)
15. Trimurti (1995)
16. Khal Nayak (1993)
17. Saudagar (1991)
18. Ram Lakhan (1989)
19. Karma (1986)
20. Hero (1983/II)

### Scenarzysta
1. Melodia życia (2008)
2. Black & White (2008)
3. Kisna: The Warrior Poet (2005)
4. Joggers’ Park (2003)
5. Wspomnienia (2001)
6. Taal (1999)
7. Obca ziemia (1997)
8. Khal Nayak (1993)
9. Saudagar (1991)
10. Vikram (1986/II)
11. Hero (1983/II)
12. Krodhi (1981)
13. Vishwanath (1978)
14. Khaan Dost (1976)

### Aktor
1. Wspomnienia (2001) – epizod (scena z zegarkiem w prezencie)
2. Rytm (1999) – mężczyzna na rynku
3. Obca ziemia (1997) – śpiewak w łódce
4. Khal Nayak (1993) – Agent with binoculars
5. Ram Lakhan (1989) – śpiewający na motocyklu
6. Karma (1986) – z rowerem na ramionach
7. Hero (1983/II) – mężczyzna śpiewający w ‘Ding Dong’
8. Khaan Dost (1976) – gościnnie
9. Gumrah (1976) – Shyam
10. Dhamkee (1973)
11. Umang (1970)
12. Aradhana (1969) – Prakash
13. Taqdeer (1967)

### Montażysta
1. Black & White (2008)
2. Wspomnienia (2001)
3. Rytm (1999)